# Menahem Golan
Menahem Golan (n. 31 mai 1929, Tiberias, Palestina sub mandat britanic – d. 8 august 2014, Jaffa, Districtul Tel Aviv, Israel) a fost un regizor și producător de film israelian.  În 1978 a fost nominalizat la Premiul Oscar pentru cel mai bun film străin pentru filmul Operation Thunderbolt.

## Filmografie ca regizor

### Anii 1960
- El Dorado (1963)
- Shemona B'Ekevot Ahat (1964)
- Dalia Vehamalahim (1964)
- Fortuna (1966)
- Trunk to Cairo (1966)
- 999 Aliza: The Policeman (1967)
- Tevye and His Seven Daughters (1968)
- What's Good for the Goose (1969)
- Margo Sheli (1969)

### Anii 1970
- Lupo! (1970)
- Attack at Dawn (1970)
- Malkat Hakvish (1971)
- Katz V'Carasso (1971)
- Shod Hatelephonim Hagadol (1972)
- Escape to the Sun (1972)
- Kazablan (1974)
- Lepke (1975)
- Diamonds (1975)
- Operation Thunderbolt (1977)
- The Uranium Conspiracy (1978)
- The Magician of Lublin (1979)

### Anii 1980
- The Apple (1980)
- Enter the Ninja (1981)
- Over the Brooklyn Bridge (1984)
- The Delta Force (1986)
- Barfly (1987)
- Over the Top (1987)
- Hanna's War (1988)
- Mack the Knife (1989)

### Anii 1990
- The Forbidden Dance (1990)
- Zebrácká opera (1991)
- Hit the Dutchman (1992)
- Silent Victim (1993)
- Deadly Heroes (1993)
- Superbrain (1995)
- Russian Roulette - Moscow 95 (1995)
- Die Tunnelgangster von Berlin (1996)
- Lima: Breaking the Silence (1998)
- Armstrong (1998)
- The Versace Murder (1998)

### Anii 2000
- Death Game (2001)
- Crime and Punishment (2002)
- Open Heart (2002)
- Final Combat (2003)
- Days of Love (2005) (with co-director Gabriel Koura)
- A Dangerous Dance (2007)
- Marriage Agreement (2008)

## Legături externe
- Materiale media legate de Menahem Golan la Wikimedia Commons
- Menahem Golan la Internet Movie Database
- Menahem Golan la Allmovie